# Puschkino (Kaliningrad, Neman)
Puschkino (russisch Пушкино, deutsch Bruiszen, auch: Bruißen, 1936 bis 1938 Bruischen, 1938 bis 1945 Lindenbruch, litauisch Bruišiai) ist ein Ort in der russischen Oblast Kaliningrad und gehört zur kommunalen Selbstverwaltungseinheit Stadtkreis Neman im Rajon Neman.

## Geographische Lage
Puschkino liegt elf Kilometer südwestlich der Kreisstadt Neman (Ragnit), westlich der Kommunalstraße 27K-067 von Neman nach Schilino (Szillen) und östlich der derzeit nicht betriebenen Bahnstrecke Tschernjachowsk–Sowetsk (Insterburg–Tilsit), an der Schilino die nächstgelegene Bahnstation ist.

## Geschichte
Das ehemals Bruiszen genannte Dorf war zwischen 1874 und 1945 in den Amtsbezirk Sommerau (der Ort heißt heute russisch: Sagorskoje) eingegliedert. Er gehörte bis 1922 zum Kreis Ragnit, danach zum Landkreis Tilsit-Ragnit im Regierungsbezirk Gumbinnen der preußischen Provinz Ostpreußen. 
Am 17. September 1936 wurde die Schreibweise des Ortsnamens von Bruiszen in „Bruischen“ geändert. Am 3. Juni – mit amtlicher Bestätigung vom 16. Juli – des Jahres 1938 wurde dieser Name aus politisch-ideologischen Gründen der Vermeidung fremdländisch klingender Ortsbezeichnungen in „Lindenbruch“ geändert.
Nachdem das Dorf in Kriegsfolge mit dem nördlichen Ostpreußen zur Sowjetunion gekommen war, erhielt es im Jahr 1950 den russischen Namen „Puschkino“ und wurde gleichzeitig in den Dorfsowjet Schilinski selski Sowet im Rajon Sowetsk eingeordnet. Von 2008 bis 2016 gehörte der Ort zur Landgemeinde Schilinskoje selskoje posselenije und seither zum Stadtkreis Neman.

### Einwohnerentwicklung
| Jahr | Einwohner |
| ---- | --------- |
| 1910 | 128       |
| 1933 | 128       |
| 1939 | 125       |
| 2002 | 84        |
| 2010 | 52        |

## Kirche
Mit seiner fast ausnahmslos evangelischen Bevölkerung war Bruiszen resp. Lindenbruch bis 1945 in das Kirchspiel der Kirche Szillen eingepfarrt. Das lag in der Diözese Ragnit im Kirchenkreis Tilsit-Ragnit innerhalb der Kirchenprovinz Ostpreußen der Kirche der Altpreußischen Union. Heute liegt Puschkino im Einzugsbereich der neu entstandenen evangelisch-lutherischen Gemeinde in Bolschakowo (Groß Skaisgirren, 1938 bis 1946 Kreuzingen) innerhalb der Propstei Kaliningrad (Königsberg) der Evangelisch-lutherischen Kirche Europäisches Russland.